# Antonio Karmona
Antonio Karmona Herrera (Bermeo, Vizcaya, 24 de marzo de 1968) es un exfutbolista español que jugaba como defensa central.

## Trayectoria
Comenzó a practicar fútbol en el equipo de su localidad natal, el Club Bermeo. Además, trabajaba como pescador y pretendía llegar a ser capitán de algún barco pesquero ya que no veía mucho futuro en su carrera futbolística. En verano de 1990 se enroló en la Cultural Durango, aunque su actuación en un amistoso ante el Sestao Sport Club llamaron la atención del técnico Blas Ziarreta que decidió hacerle una oferta para incorporarlo al club verdinegro, la cual aceptó.
En el equipo verdinegro permaneció cinco temporadas, las tres primeras jugando en Segunda División y las dos siguientes en Segunda B. En 1995 firmó por la SD Eibar y, un año más tarde, se enroló en las filas del Deportivo Alavés. En el club vitoriano vivió sus mejores años como profesional, ya que logró el ascenso a Primera División en 1998 y alcanzó, como capitán, la final de la Copa de la UEFA en 2001. En dicha final, fue expulsado en el minuto 117 de la prórroga al hacer una falta a Šmicer que acabó en el gol del triunfo del Liverpool por 5-4. En siete temporadas disputó 260 partidos, siendo uno de los jugadores con más partidos en la historia del club babazorro.
Dos años después, en 2003, fichó por la SD Eibar donde jugó dos temporadas antes de retirarse con 37 años.

### Selección de Euskadi
Jugó cinco encuentros amistosos con la Selección del País Vasco entre 1999 y 2003.

### Carrera posterior
Se incorporó al cuerpo técnico del Athletic Club, en 2005, de la mano de José Luis Mendilibar y permaneció, también, con Javier Clemente. En julio de 2006 se hizo cargo del equipo infantil del Athletic Club, con el que ganó 27 de los 30 partidos. En la campaña 2007-08 trabajó como ayudante de Unai Melgosa en el Juvenil B rojiblanco, además de entrenar al Intantil B. Para la siguiente temporada desempeñó el rol de observador-segundo entrenador en la cantera de Lezama. Entre 2009 y 2012 fue segundo entrenador del Bilbao Athletic, bajo las órdenes de Luis de la Fuente y, posteriormente, de Ziganda.
En 2012 cambió de puesto para convertirse en ojeador del Athletic Club.

## Clubes
| Club             | País   | Año         | Partidos | Goles |
| Sestao SC        | España | 1990 - 1995 | 180      | 10    |
| SD Eibar         | España | 1995 - 1996 | 41       | 1     |
| Deportivo Alavés | España | 1996 - 2003 | 260      | 8     |
| SD Eibar         | España | 2003 - 2005 | 61       | 4     |